# عمليات القتل في بيتونيا
عمليات القتل في بيتونيا هي مجموعة من عمليات القتل المتتالية التي وقعت لمراهقين فلسطينيين أثناء مُشاركتهم في الاحتجاجات بمناسبة إحياء ذكرى يوم النكبة الفلسطينية في 15 أيار (مايو) 2014 بالقرب من سجن عوفر الإسرائيلي خارج مدينة بيتونيا التابعة لمحافظة رام الله في الضفة الغربية المحتلة من فلسطين.
ادعت حكومة إسرائيل أن الاحتجاجات تضمنت أعمال شغب رفض فيها الحشد التفريق، ونفت في البداية مسؤوليتها عن القتل قائلة إن سبب الوفيات غير معروف، كما ادعت أن الوفيات كانت مزورة ولم تحدث، وأن مقاطع الفيديو الخاصة بعمليات القتل إما أنها كانت مُفبركة، أو فشلت في تصوير العنف الذي مارسه المحتجون ضد قوات الشرطة الإسرائيلية قبل وقت قصير من المشهد، أو أن الجنود قد تم استفزازهم وأنه تم إطلاق الرصاص المطاطي فقط لتفريق المتظاهرين.
بعد ستة أشهر من الحادث، ألقي القبض على ضابط من شرطة حرس الحدود الإسرائيلي يُدعى بن درعي من مدينة ريشون لتسيون ويبلغ من العمر 21 عامًا، واتهم بإطلاق النار على أحد الفلسطينيين القتلى، وهو نديم نوارة البالغ من العمر 17 عامًا. وبعد أن أظهرت أدلة الطب الشرعي أن إحدى الرصاصات التي قتلت نديم نوارة جاءت من بندقيته، أدين درعي بالتسبب في الوفاة عن طريق الإهمال وحُكم عليه بالسجن تسعة أشهر، بعد أن أقر بالذنب واعترف باستخدام الذخيرة الحية بشكل عرضي.

## الخلفية التاريخية
يحيي الفلسطينيون ذكرى النكبة في الخامس عشر من أيار (مايو) في كل عام وهي ذكرى التهجير القسري عندما هُجر مئات الآلاف من الفلسطينيين وطردوا من منازلهم قسريًّا في 500 قرية في فلسطين عام 1948 على أيدي الجنود الإسرائيليون الذين بدءوا بعد ذلك في إقامة دولتهم. غالبًا ما يتم إحياء هذه الذكرى في المدن الفلسطينية من الجليل إلى غزة بخروج مسيرات احتجاجية، والتلويح بأعلام الحداد السوداء، ورفع مفاتيح منازل الفلسطينيين المفقودة، وإطلاق صفارات الإنذار في منتصف النهار، والخروج في مسيرات إلى مواقع المنازل والقرى المدمرة.
شهد حدث إحياء الذكرى 64 للنكبة والذي كان في 15 أيار (مايو) عام 2014، مظاهرات حاشدة للتضامن مع الفلسطينيين المعتقلين إداريًا الذين كانوا قد بدأوا إضرابًا عن الطعام اعتبارًا من 24 نيسان (أبريل) احتجاجًا على ما ذكرت المصادر الفلسطينية أنه تراجع إسرائيلي عن اتفاق أبرم بعد إضراب سابق يقصر ممارسة الاعتقال الإداري في الحالات الاستثنائية فقط. كانت أيام إحياء الذكرى في السنوات الماضية تشهد في بعض الأحيان أعمال عنف، مثلما حدث في عام 2011 عندما ردت القوات الإسرائيلية على محاولة آلاف المتظاهرين اختراق الحدود الشمالية لإسرائيل بفتح نيران أسفرت عن مقتل 10 أشخاص وإصابة المئات. وقد اتهمت منظمة العفو الدولية إسرائيل بأنها تجد متعتها في استخدام القوة المفرطة في مثل هذه المناسبات، وفي عام 2013 شهد إحياء ذكرى النكبة تسجيل 27 قتيلاً جراء قيام القوات الإسرائيلية بإطلاق النار على مظاهرات لمواطنين قاموا برشق الحجارة على الجانب الإسرائيلي. وفي إحياء ذكرى النكبة في عام 2014 اندلعت اشتباكات وصفت بأنها منخفضة المستوى نسبيًا بين القوات الإسرائيلية ومتظاهرون فلسطينيون في عدة مناطق من فلسطين كان من بينها بلدة نعلين، ومدينة بيت لحم، وحي العيسوية في القدس الشرقية. كان العنف أكثر وضوحًا في منطقتين عند حاجز قلنديا بالقرب من مدينة رام الله وفي مدينة بيتونيا حيث اصيب 270 فلسطينيا وجنديا اسرائيليا و3 من شرطة حدود إسرائيل.

## أحداث مظاهرة سجن عوفر
في 15 أيار (مايو) عام 2014 شارك 150 فلسطينيًا في الذكرى التي أقيمت خارج سجن عوفر الإسرائيلي الواقع في مدينة بيتونيا التابعة لمحافظة رام الله والبيرة في الضفة الغربية من فلسطين، حيث كان أكثر من 100 فلسطيني قد أضربوا عن الطعام لأسابيع احتجاجًا على اعتقالهم، وكان المتظاهرون يحتجون على الممارسة الإسرائيلية لاحتجاز الأشخاص للاشتباه لمدة تزيد عن ستة أشهر دون توجيه اتهامات، وعدم إمكانية الوصول إلى المحاكم بموجب أدلة سرية. وقام الفلسطينيون المحتجون، ومن بينهم الطفلان اللذان قتلا في وقت لاحق، بإلقاء الحجارة واستخدمت الشرطة الإسرائيلية ضدهم إجراءات تفريق أعمال الشغب. وأفادت مصادر إسرائيلية بأن المظاهرة تحولت إلى ارتكاب أعمال العنف في بعض الأحيان، بينما تقول مصادر فلسطينية إن الاحتجاجات بدأت سلمية، ولكنها سُرعان ما تحولت إلى العنف عندما أطلق الرصاص الحي على المتظاهرين لتفريق رماة الحجارة. وبالإضافة إلى رشق الحجارة قام بعض المحتجون بدحرجة إطارات السيارات المشتعلة باتجاه قوات الأمن الإسرائيلية، وذكرت مصادر إسرائيلية أنه تم إلقاء خمس زجاجات حارقة على رجال الشرطة، كما قامت فرقة مفخخات تابعة للشرطة بتدمير عبوة ناسفة. وردت الشرطة بإطلاق قنابل الغاز المسيل للدموع وقنابل الصوت وإطلاق الرصاص المطاطي.
أطلقت قوات شرطة الحدود الإسرائيلية بعد ذلك الرصاص الحي على أربعة متظاهرين فلسطينيين في مظاهرة بيتونيا في نفس الرقعة الإسفلتية، وهم نديم نوارة البالغ من العمر 17 عاما، ومحمد محمود عودة سلامة أبو ظاهر البالغ من العمر 17 عامًا، ومحمد العزة البالغ من العمر 15 عاما، وشاب رابع يبلغ من العمر 23 عاما لم يتم التعرف على هويته. ووقع إطلاق النار في سلسلة تكونت من ثلاث حوادث منفصلة. وكان أول المصابين خلال إطلاق النار هو الطفل محمد العزة البالغ من العمر 15 عاماً، والذي أصيب برصاصة في الصدر حوالي الساعة 12:20 مساءًا. وكانت أول حالة وفاة في ذلك اليوم هي وفاة نديم نوارة، الذي أصيب برصاصة في صدره في حوالي الساعة 13:45 على بعد 15 متراً من مكان إصابة محمد العزة. ثُم أصيب سلامة البالغ من العمر 17 عاما برصاصة قاتلة في نفس المكان في الساعة 14:58، وأعلن الأطباء وفاته لدى وصوله إلى المستشفى بعد أن أصيب في ظهره.
ذكرت منظمة هيومن رايتس ووتش بعدما فحصت تسلسلاً للصور عالية السرعة التي التقطها المصور الصحفي سامر نزال بعد القتل مباشرة، أن قذيفة واحدة على ما يبدو رصاصة مطاطية، ظهرت من اتجاه موقع القوات الإسرائيلية وأصابت فلسطينيًا، وكان هناك مسعف يرتدي سترة برتقالية زاهية ساعد في حمل نوارة إلى المستشفى. كما أشارت لقطات فيديو مصورة أخرى بالإضافة إلى روايات شهود العيان المباشرة، والتي كان من بينها تقارير الصحفيين عن الاحتجاج، إلى أن المراهقين الذين قُتلوا كانوا غير مسلحين ولم يشكلوا أي تهديد واضح أو وشيك وأن الطلقات حدثت خلال فترة هدوء. وقد جمعت منظمة هيومن رايتس ووتش إفادات من شاهد عيان وأحد الضحايا. وبحسب شهادة محمد عبد الله عزة أحد المصابين في حادث إطلاق النار، فقد ترك المدرسة مع أصدقائه للمشاركة في المظاهرة في الساعة 10:30 من ذلك اليوم، وعند وصوله إلى بيتونيا انضم إلى حوالي 60 متظاهراً خارج السجن حيث تواجدت القوات الإسرائيلية في منطقتين منفصلتين، كان أحدهما تمركز مكون من 8 جنود على بعد حوالي 50 ياردة خلف جدار ارتفاعه متر واحد يطل على الشارع، وقام عدد من المتظاهرين برشق الحجارة بشكل غير فعال. ورد الجنود بإطلاق الغاز المسيل للدموع والأعيرة المطاطية. ووقفت مجموعة أخرى من الجنود على مسافة أبعد، في ساحة سجن عوفر خلف كتل إسمنتية على بعد 150-200 متر. وأثناء مشاهدته خلف راشقي الحجارة قال إنه رأى جنديًا بدا وكأنه يصوب بندقية في طريقهم، ثم سمع إطلاق نار حي، حيث أصيب في صدره وألقي به إلى الخلف. أفاد الجراحون أن رصاصة أصابت ضلعه الأيسر، مما أدى إلى انحراف الطلقة عن قلبه، واخترقت رئتيه ثُم وخرجت من ظهره.
ووفقًا لما ذكره مهند جهاد ربيع البالغ من العمر 23 عامًا، فقد انضم هو وأصدقاؤه إلى جانب بعض النشطاء الأجانب، إلى التظاهرة حوالي الساعة 12:15 ظهرًا وشهدوا اشتباكات أصيب فيها عدد من المتظاهرين. وقرب نهاية الاشتباكات ألقى بنفسه على الأرض عند سماعه صوت إطلاق النيران، ولاحظ عندئذ فلسطينيًا من بين المتظاهرين سقط على الأرض وبدا أن هناك ثقب في صدره، وكان هذا هو الفتى محمد سلامة. وبحسب ما ذكره سامر هشام نزال البالغ من العمر 28 عامًا من مدينة رام الله، والذي عمل صحفيًا في صحيفة الراية نيوز، والذي وصل إلى مكان الحادث في تمام الساعة 1:30، فقد كان بإمكان المرء سماع الرصاص المطاطي والنيران الحية في ذلك الوقت. وعند الساعة 1:40 ظهرًا، وبينما كان رشق الحجارة قد توقف، سمع إطلاق الرصاص الحي، وفي إحدى المرات رأى شابًا يرتدي زيًا أسود، ووجهه مغطى بكوفية، ويحمل حقيبة مدرسية يسقط على الأرض. كان هذا الشاب هو نديم نوارة. أصيب المسعف الذي هرع لمساعدة الصبي برصاصة مغلفة بالمطاط في رأسه. وأفاد مصور صحفي يُدعى نزال ويبلغ من العمر 28 عاما لمنظمة هيومن رايتس ووتش إنه وصل إلى مكان الحادث في حوالي الساعة 1:30 ظهرا بعد أن بدأت الاشتباكات، وسمع بعد ذلك القوات الإسرائيلية تطلق الرصاص المطاطي والذخيرة الحية، وأفاد شهود عيان بالواقعة أن صوت الرصاص الحي كان مختلفًا تمامًا عن صوت الرصاص المطاطي الذي استخدمه الجيش الإسرائيلي، وقد سُمع في ذلك الوقت. وبحسب شهادة مصور فلسطيني كان حاضرًا في موقع الأحداث في ذلك الوقت، فإن هذا التمييز تم تأكيده مرارًا وتكرارًا من مراقبي حقوق الإنسان الإسرائيليين والفلسطينيين والدوليين، وكذلك الأشخاص الذين سبق لهم أن شهدوا مظاهرات من هذا النوع.

## قواعد الاشتباك وتصريحات الجيش الإسرائيلي
كانت اللوائح العسكرية الإسرائيلية التي تتعلق باستخدام إطلاق النار المعمول بها في ذلك الوقت في الضفة الغربية في الأراضي الفلسطينية المحتلة، تسمح بإطلاق الرصاص الحي فقط لمنع خطر مميت للجنود أو المدنيين. ولقد أكدت شرطة حدود إسرائيل وجنودها آنذاك إنهم تلقوا أمرًا صريحًا بهذا المعنى من مقر القيادة المركزية يحظر استخدام الذخيرة الحية ما لم تكن حياتهم في خطر. وبعد عمليات القتل، زعمت الشرطة الإسرائيلية إنها التزمت بالأوامر واستخدمت الرصاص المطاطي فقط. كما أكد الجيش الإسرائيلي أنه لم يتم استخدام الرصاص الحي وأنه لم يتم تحديد سبب الوفيات. وبحسب ما ذكره المتحدث الرسمي باسم إسرائيل ميكي روزنفيلد، فإن القوات الإسرائيلية كانت تفكك شغبًا ولم تستخدم الرصاص الحي. وأفادت ليبي فايس، وهي ناطقة آخرى بإسم الجيش الإسرائيلي، إن الجنود استخدموا وسائل غير عنيفة لمحاولة تفريق الحشد الذي تجاهل أوامر الشرطة.
تعارض بيان صدر بعد بضعة أيام عن وزير الدفاع الإسرائيلي آنذاك موشيه يعلون مع جميع الروايات السابقة والتي ادعت أن الجيش الإسرائيلي استخدم وسائل غير عنيفة، فقد أفاد الوزير أن القوات الإسرائيلية التي يُزعم أنها قتلت مراهقين فلسطينيين بالرصاص خلال احتجاجات يوم النكبة في الضفة الغربية يوم 15 أيار (مايو) 2014 تصرفت بالشكل المناسب بالنظر إلى أنهم كانوا في وضع تتعرض فيه حياتهم للخطر.
عرض طاقم شبكة سي إن إن مقطعي فيديو بلغ حجمهما حوالي 21 غيغابايت وكلاهما التقطا من أربع كاميرات تليفزيونية إلى جانب لقطات التقطها طاقم سي إن إن، أظهرت أن المراهقين كانا غير مسلحين ولم يكنا يشكلان أي تهديد وقت وفاتهما. واعترف الوزير بأنه لم يشاهد مقاطع الفيديو، لكنها قد تكون محض افتراء، وهو ادعاء تبناه البعض في وسائل الإعلام الإسرائيلية. وذكرت التقارير الواردة من مستشفى رام الله، حيث نقل القتلى والجرحى، أن الجروح كانت متوافقة فقط مع الذخيرة الحية. كما صرح أوسكار فرنانديز تارانكو مساعد الأمين العام للأمم المتحدة للشؤون السياسية، أن جميع المؤشرات تشير إلى أن القتيلين كانا غير مسلحين ويبدو أنهما ما كانا ليشكلان أي تهديد مباشر على حياة الجنود الإسرائيليين.

## التداعيات
شُيعت جنازة الشابين الفلسطينيين القتيلين بحضور الآلاف من المواطنين الفلسطينيين الذين رفعوا أعلام حركتي حماس وفتح أكبر حزبين سياسيين فلسطينيين داعين إلى الانتقام لدماء الشهداء. وبعد ثلاثة أيام من نشر نتائج تشريح الجثتين في 9 حزيران (يونيو) عام 2014، والتي أكدت أن الذخيرة الحية كانت السبب وراء مقتل الشابين الفلسطينيين، تم اختطاف ثلاثة مراهقين إسرائيليين في 12 حزيران (يونيو) وقتلوا بعد ذلك بوقت قصير، وتبع ذلك اختطاف وقتل مراهق فلسطيني آخر يُدعى محمد أبو خضير.
اختلف الموقف الإعلامي الغربي والإسرائيلي في التعامل مع مقتل الشبان الفلسطينيين مقارنة بمقتل المراهقين الإسرائيليين الثلاثة. ففي برنامج "كل شيء مع كريس هايز" الذي كان يُعرض على قناة إن بي سي الأمريكية على سبيل المثال، أثار مراسل منطقة الشرق الأوسط أيمن محي الدين مسألة نقطة الانطلاق لفترة الصراع الرئيسية اللاحقة لعام 2014 والتي تجسدت في عملية الجرف الصامد التي قُتل فيها ما يزيد عن 2200 مواطن فلسطيني من قطاع غزة، وشكك في الطابع الفريد للرأي السائد القائل بأن الصراع بدأ بالضرورة باختطاف ثلاثة مراهقين إسرائيليين. أشارت أيضًا راشيل شابي مذيعة قناة الجزيرة إلى الأحداث السابقة لحادث اختطاف المراهقين الإسرائيليين قائلة: "لماذا لا تعود على سبيل المثال للمراهقين الفلسطينيين الذين قتلهما قناصة إسرائيليون في يوم النكبة في مايو؟"، كما فعلت كريستين لوينبرغر التي قالت "يشير الفلسطينيون إلى سبب آخر، وهو مقتل مراهقين فلسطينيين خلال يوم ذكرى النكبة في 15 مايو". كذلك ذكر المؤرخ الإسرائيلي إيلان بابي أن "مقتل ثلاثة مراهقين إسرائيليين كان منهم اثنان مازالوا قاصرين بعد ان اختُطفوا في الضفة الغربية المحتلة في حزيران (يونيو) عام 2014، وكان ذلك بالأساس انتقامًا لمقتل أطفال فلسطينيين في مدينة بيتونيا في أيار (مايو) 2014.
في عام 2015 نشر العرير والحداد وجهة نظر فلسطينية حول مأساة عملية الجرف الصامد عام 2014 منتقدين وجهة النظر السائدة لغالبية وسائل الإعلام الغربية بأن العملية وسابقاتها كانت نتيجة فقط لخطف ثلاثة مراهقين من المستوطنين الإسرائيليين، مستشهدين باحتجاجات التضامن مع الفلسطينيين المضربين عن الطعام المحتجزين رهن الاعتقال الإداري في سجن عوفر وقتلهم لمراهقين فلسطينيون قبل مقتل ثلاثة شبان إسرائيليين.

دافع مدير المركز الفلسطيني الأمريكي للبحوث معين رباني عن موقف الفلسطينيين أيضًا فكتب قائلًا: 
إن موجة التصعيد الحالية تعود بشكل عام إلى لحظة اختفاء ثلاثة شبان إسرائيليين في 12 حزيران (يونيو) عام 2014، وقد قُتل صبيان فلسطينيان في رام الله في 15 أيار (مايو) من نفس العام، لكن هذا، مثله مثل أي عدد من الحوادث التي وقعت في الشهر الفاصل عندما مارست إسرائيل حقها في الاستعمار ونزع الملكية، يُعتبر غير مهم بالنسبة لوسائل الإعلام الغربية، وهو نهج يُمكن أن يوصف بأنه عشائري.
في حزيران (يونيو) من عام 2015 دعت عضوة الكونغرس الأمريكي بيتي ماكولوم مسؤولي وزارة الخارجية الأمريكية للتحقيق فيما إذا كان قتل المراهقين الفلسطينيين على يد جنود إسرائيليين يتطلب وقف المساعدات العسكرية الأمريكية.